# اتحاد العمال الدولي لأمريكا الشمالية
اتحاد العمال الدولي لأمريكا الشمالية (بالإنجليزية: Laborers' International Union of North America)‏ ويعرف اختصاراً باسم ليونا (بالإنجليزية: LIUNA)‏ هي منظمة لاتحاد نقابات العمال في الولايات المتحدة وكندا، تأسست في سنة 1903، وهدفها هو الدفاع عن حقوق العمال من الملاك وأصحاب الأعمال. ضمت المنظمة حتى سنة 2017 500 ألف عضو من الولايات المتحدة و80 ألف عضو من كندا.